# KB-84 Kangaatsiaq
Kangaatsiaq Boldklub-84 (kurz KB-84 Kangaatsiaq) ist ein grönländischer Fußballverein aus Kangaatsiaq.

## Geschichte
KB-84 Kangaatsiaq wurde 1984 als zweiter Verein der Stadt nach Ippernaq-53 gegründet.
KB-84 Kangaatsiaq ist erstmals 1990 als Teilnehmer der Grönländischen Fußballmeisterschaft bezeugt, als der Verein als Gruppenletzter seiner Qualifikationsgruppe noch in der Vorrunde ausschied. In den folgenden zwei Jahrzehnten verzichtete der Verein auf eine Teilnahme. Erst für 2009 wird der Verein wieder in Verbindung mit der Meisterschaft genannt, als er sich erstmals für die Schlussrunde qualifizieren konnte. Dort belegte er den letzten Platz in der Gruppenphase und erreichte am Ende Platz 7. Anschließend nahm der Verein offenbar nicht mehr an der Meisterschaft teil.

## Platzierungen bei der Meisterschaft
- 1984: unbekannt
- 1985: unbekannt
- 1986: unbekannt
- 1987: unbekannt
- 1988: unbekannt
- 1989: unbekannt
- 1990: nicht qualifiziert
- 1991: nicht teilgenommen
- 1992: nicht teilgenommen
- 1993: nicht teilgenommen
- 1994: unbekannt
- 1995: nicht teilgenommen
- 1996: unbekannt
- 1997: nicht teilgenommen
- 1998: unbekannt
- 1999: nicht teilgenommen
- 2000: nicht teilgenommen
- 2001: nicht teilgenommen
- 2002: nicht teilgenommen
- 2003: nicht teilgenommen
- 2004: unbekannt
- 2005: unbekannt
- 2006: unbekannt
- 2007: unbekannt
- 2008: unbekannt
- 2009: Platz 7 (von 8)
- 2010: nicht teilgenommen
- 2011: nicht teilgenommen
- 2012: unbekannt
- 2013: unbekannt
- 2014: nicht teilgenommen
- 2015: nicht teilgenommen
- 2016: nicht teilgenommen
- 2017: nicht teilgenommen
- 2018: nicht teilgenommen
- 2019: nicht teilgenommen
- 2020: nicht teilgenommen
- 2021: (nicht ausgetragen)
- 2022: unbekannt
- 2023: unbekannt